# Paul Sauer (Maler)
Paul Sauer (* 19. Februar 1895 in  Hannover; † 20. Februar 1980 in Burghausen) war ein deutscher Maler.

## Leben
Von 1909 bis 1911 erfolgte der Besuch der Städtischen Gewerbeschule Leipzig. In dieser Zeit entstanden die ersten Skizzen und Studien. Er erhielt Unterricht von Studienrat Ernst Gustav Wustmann (1871–1939), dem Sohn von Gustav Wustmann, und absolvierte Studien beim Porträtmaler Anton Klamroth. Von 1918 bis 1927/28 folgten Studienreisen nach Dresden, Berlin und andere deutsche Städte. Sauer wechselte später zur Thüringer Gasgesellschaft Leipzig und deren Nachfolgern bis zum Erreichen des Rentenalters 1960. Er zeichnete für Zeitschriften, illustrierte Beiträge verschiedener Autoren, fertigte Werbeschriften für die Gasgesellschaft und beschäftigte sich freischaffend mit Naturstudien. Sauer fertigte Studien zu Technik und Industriearchitektur, Menschen und Tieren im Alltag, Erlebnisse aus beiden erlebten Weltkriegen.
Zwischen 1955 und 1958 erhielt er Auftragsarbeiten als Kopist. Im Auftrag des Museums für Deutsche Geschichte in Berlin entstanden mehrere Ölgemälde zu Ereignissen des Befreiungskrieges 1813, vor allem in und um Leipzig, zu den Schill’schen Kämpfen nach 1806 gegen die napoleonische Herrschaft und zu Theodor Körner.
Es befinden sich unter anderem Gemälde im Fundus des Stadtmuseums Leipzig. Der Heimatverein Leipzig besitzt Kopien als Dauerleihgabe. Die unterschiedlichen Maltechniken der Objekte sind Zeugnis von Willen und Aussagekraft des Malers. Zeichenstift und Papier waren ständige Wegbegleiter. Bis zu seinem Tod zeichnete er fast täglich und empfand Zuschauer als störend.